# マウンテンバイキング
マウンテンバイキング（マウンテンバイク, 英語: Mountain Biking, MTB）とは通常、山乗り用に特別に設計された自転車を使用し、オフロード（荒れた地形）走行を楽しむスポーツである。

## 解説
マウンテンバイクは他の自転車と似ているが、サスペンションにエアショックまたはコイルスプリングが使われ、ホイールやタイヤが太く大きく、丈夫なフレーム素材、機械式または油圧式ディスクブレーキなど、悪路での耐久性や性能を高めるための機能が盛り込まれているのが特徴。 マウンテンバイクは一般的に、クロスカントリー、トレイルライディング、オールマウンテン（エンデューロ）、ダウンヒル、フリーライドの5つのカテゴリーに分けられる。
このスポーツには持久力、体幹の強さとバランス、バイク操作のスキル、そして自立心が求められる。上級者になると、急勾配のテクニカルな下り坂や傾斜の強い上り坂などを追い求める傾向にあるが、クロスカントリーやフリーライド、ダウンヒルでは自然の地形を、ダートジャンプでは特設されたジャンプ台やスロープなどで空中技を楽しむ。
マウンテンバイカーはシングルトラック（一本路）や山の小径、バイクパークの幅広コース、また林道などのオフロードコースを走行して楽しむ。上級者向けのコースにはジャンプ台やバーム（傾斜カーブ）、ドロップオフなどが盛り込まれており、より刺激のあるコースにデザインされている。エンデューロやダウンヒルバイカーは、夏に営業しているスキー場を訪れ、スキーリフトを利用して上まで上がり、そこに設置されているダウンヒル専用コースを走り、麓まで着くと、またスキーリフトにバイクを積んで頂上まで上がり、またコースを下るといったルートを繰り返し楽しむ。マウンテンバイカーらは文明から遠く離れた場所で乗車する場合が多いため、同スポーツには強い自立要素が含まれる。例えば、ライダーはへき地で立ち往生しないように、壊れた自転車やタイヤのパンクなどの簡単な修理法は知っているだろう。また多くのライダーは、水や食料、トレイル脇でちょっとしたリペアが可能な修理道具、万一の怪我に備えた応急処置キットなどをバックパックに入れて持ち運ぶ。特に長距離ライドは、グループで楽しむのが一般的である。また、地図やナビゲーションのスキルを使うマウンテンバイク・オリエンテーリングなるものもある。

## 歴史

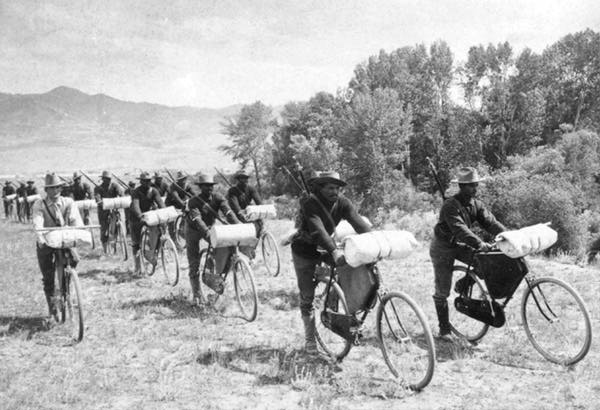
アメリカ第25歩兵自転車部隊（1897）

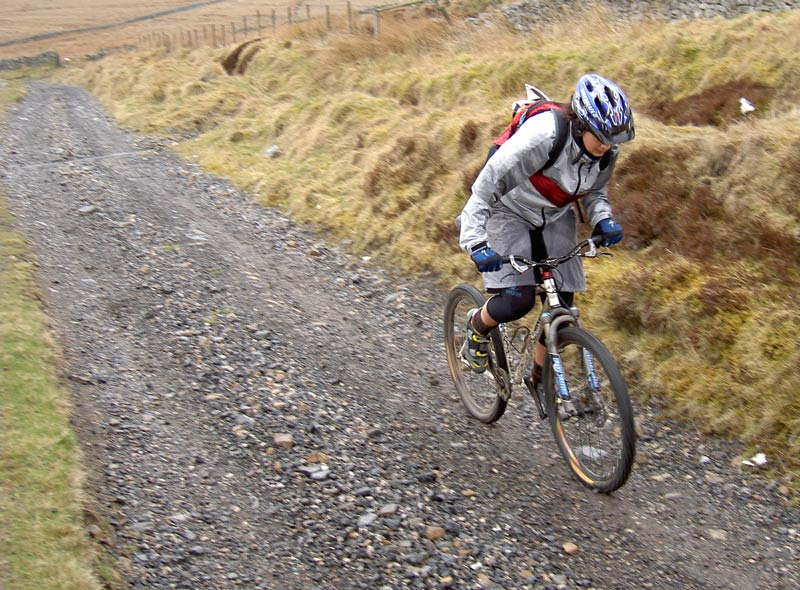
未舗装路を登るクロスカントリー・マウンテンバイカー

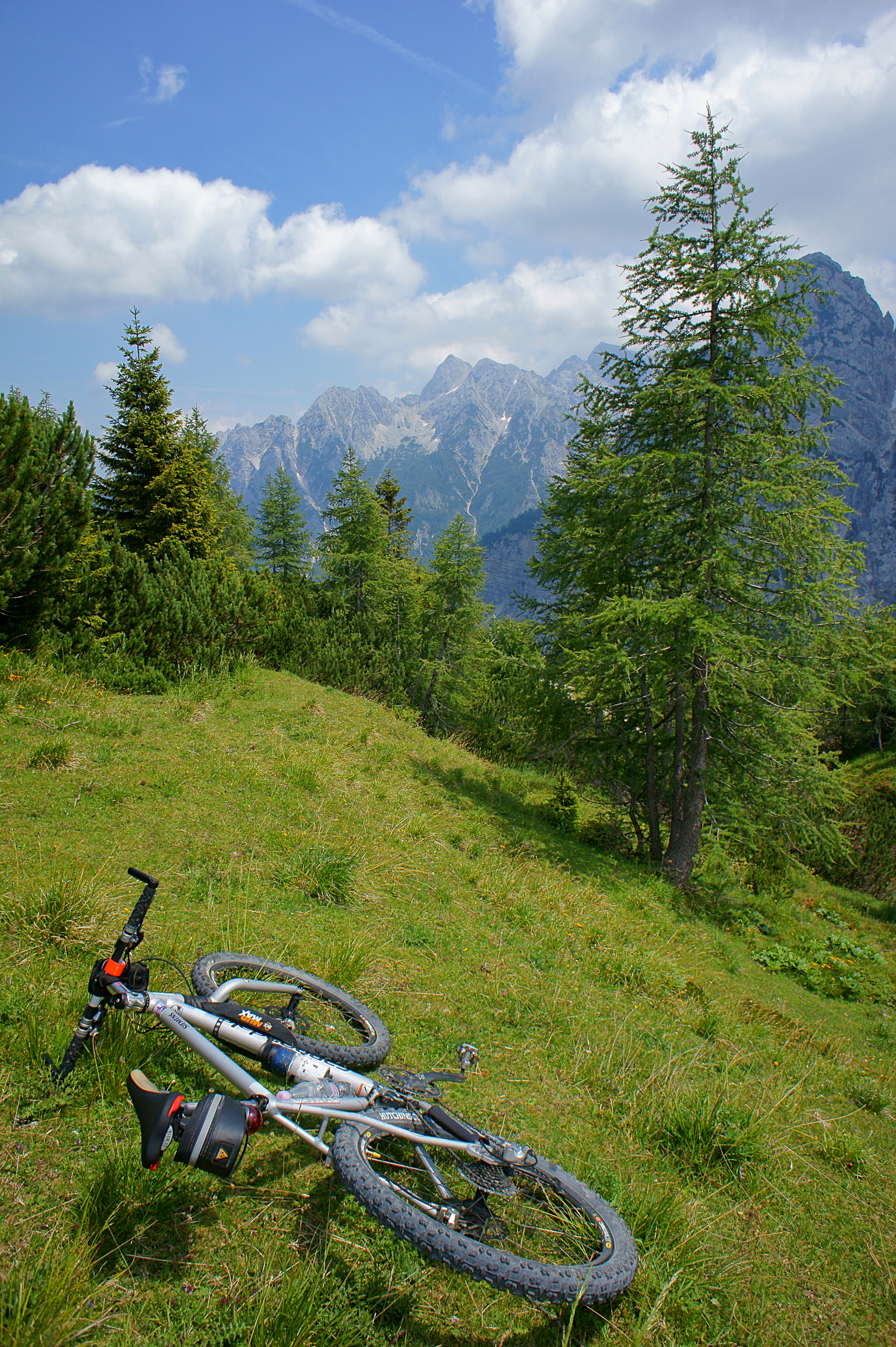
高地でのマウンテンバイク・ツーリング

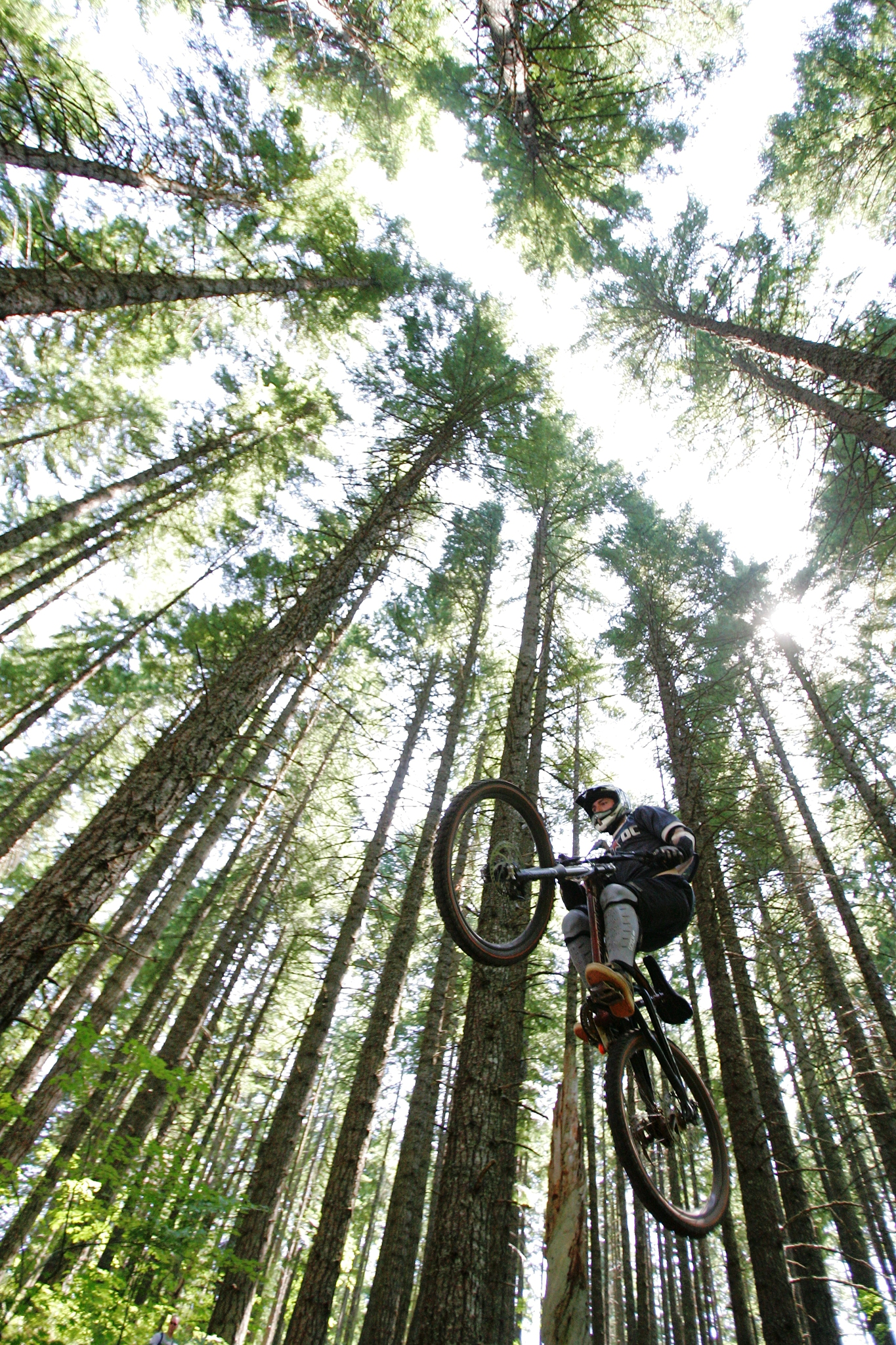
林の中でエアーを楽しむマウンテンバイカー

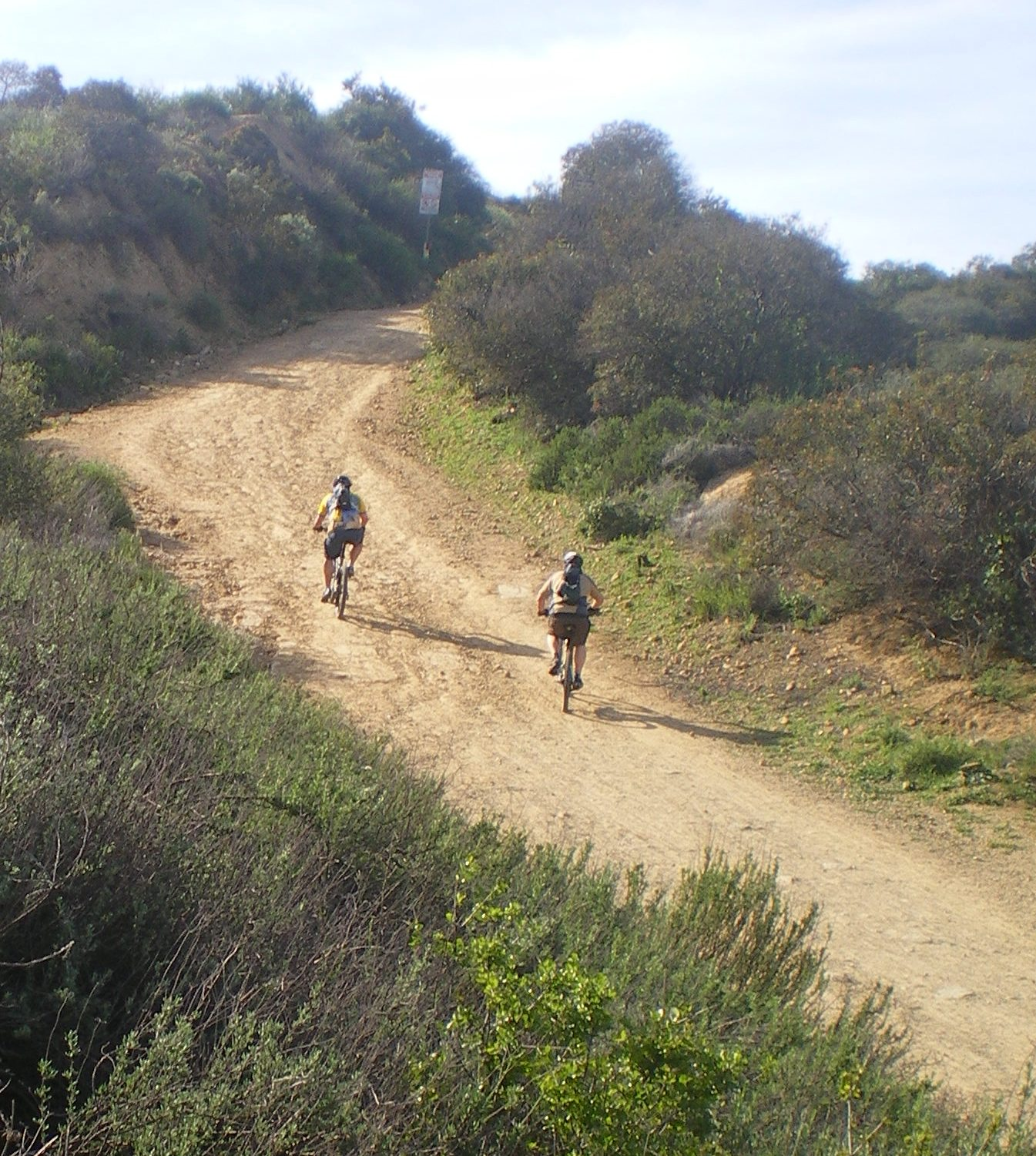
林道を走行するマウンテンバイカー

### 1800年代後半
最初にオフロード用に特別に自転車が改造されたのは、1896年8月に米国モンタナ州ミズーラからイエローストーン国立公園に向かったバッファロー・ソルジャー遠征隊のものであるとされている。

### 1900年代 - 1960年代
1940年代、ロードレースのサイクリストたちが冬場の体力維持を目的に、シクロクロス・バイクでオフロードを走行したことで、シクロクロスがスポーツとして確立され、1950年には最初の世界選手権が開催された。
1955年には、イギリスのオフロードサイクリストたちによる、世界初のオフロード・サイクリング・クラブ「ラフスタッフ・フェローシップ」が設立された。
1966年、オレゴン州で、チェメケタン・クラブのメンバーの一人であったD・グウィンが、不整地用トレイルバイクを製作した。彼はその使用目的から、その自転車を「マウンテンバイク」と名付けた。これが、その名称の最初の使用例かもしれない。
1968年、イギリスでオートバイのトライアルライダーであったジェフ・アップスが、オフロード用自転車の設計を試み始めた。1979年には、イギリス南東部の雨や泥の多いオフロードに適した、軽量なカスタムメイドの自転車を開発した。この自転車には5センチ x 650bのノキアン・スノータイヤが搭載されたが、700 x 47c（71センチ）版のものも生産された。これらは、1984年後半までクレランド・サイクル・ブランドにて販売されたが、クレランド社のデザインをベースにしたバイクは1990年代初頭まで、イングリッシュ・サイクルズ社とハイパス・エンジニアリング社とで販売された。

### 1970年代 - 1980年代
アメリカの各地には、同スポーツの誕生に携わったと主張するライダーらが何組も存在する。コロラド州クレステッドビュートやカリフォルニア州ミルバレーのライダーらは、自転車をオフロードの過酷な走行に適応させようと、手を加えていた。1970年代半ばから後半にかけて、カリフォルニア州マリン郡では、山道を自由気ままに走行することを目的に、1930年代から40年代のシュウィン社製の古い自転車に、性能のよいブレーキと太いタイヤを装着し、重いヘビークルーザー自転車に改造した。 その当時、マウンテンバイクはまだ存在していなかった。現在のマウンテンバイクの原型は、シュウィン社などのクルーザーバイクのフレームがベースになっている。フレームには、その形状からシュウイン社のエクセルシオールが採用された。ライダーらは、ギアと、モトクロス／BMX風のハンドルを使用し、バルーンタイヤのビーチクルーザーを改造し、「クランカー」（clunker -「ガラクタ」の意）を作り出した。また、「マウンテンバイク」という言葉はまだなかったが、この言葉を動詞として使うようにもなった。クランカーに複数段式の変速機とドラムブレーキを装着したのは、カリフォルニア州クパチーノに住むラス・マホンが初めてで、彼はそのバイクでシクロクロス・レースに出場した 。しかし、レース走行後にはハブブレーキ内のグリースが焦げ、ベアリングを詰め直さなければならなかった。そのため、同レースは「リパックレース」と呼ばれ、マウンテンバイクの技術革新のきっかけとなり、また、それによりマウンテンバイクに対する人々の関心も高まっていった。このような初期の競技大会にちなんで、「リパック」という名称のトレイルが現在もマリン郡に残っている。それらの点から、マウンテンバイク・スポーツ発祥の地は、カリフォルニア州マリン郡のタマルパイス山であるといわれている。
ロードバイク・メーカーがハイテク軽量素材を使ったマウンテンバイクを製造するようになったのは、1970年代後半から1980年代前半にかけてのことである。ジョー・ブリーズは、1978年に初めて目的別のマウンテンバイクを発表したことで知られている 。その後、トム・リッチーは、ゲイリー・フィッシャー、チャーリー・ケリーと共同で「マウンテンバイク」社を設立し、同社向けに、フレームを製作するようになった。 また、フレーム製作の技術を持つ溶接工であったリッチーは、オリジナルバイクも製作した。やがて、3人のパートナーは提携を解約し、フィッシャーはフィッシャー・マウンテンバイク社となり、リッチーは自分のフレームショップを立ち上げた。
最初のマウンテンバイクは、基本的にロードバイクのフレーム（チューブが重く、形状が異なる）に幅の広いタイヤを装着できるよう、フレームとフォークの幅を広げたもので、ハンドル・バーはロードレース用自転車に一般的に取り付けられているドロップ型のカーブハンドルではなく、横にまっすぐなハンドルが採用された。 また、初期のマウンテンバイク部品の一部は、BMXバイクのものが使われた。その他に、オーティス・ガイとキース・ボントレーガーが最初のマウンテンバイク製作に貢献した。
トム・リッチーが初めて作ったマウンテンバイクのフレームに、ゲイリー・フィッシャーとチャーリー・ケリーがアクセサリーを取り付け、彼らの会社「マウンテンバイク」（後に、フィッシャー・マウンテンバイク社に変更され、その後トレック社が買収して、現在はトレック社の「ゲイリー・フィッシャー・コレクション」となっている）で販売した。1980年代前半に初めて量産されたマウンテンバイクは、スペシャライズドの「スタンプジャンパー」とユニベガの「アルピナプロ」の2台であった。1988年、「グレート・マウンテンバイキング・ビデオ」がリリースされ、その後も、マウンテンバイク・ビデオは続々と発表された。2007年には、北カリフォルニアの形成期のマウンテンバイク史を記録した『クランカーズ』〜マウンテンバイク関連の映画が公開された。さらに、80年代半ばには「ラグナ・ラッズ」と呼ばれるマウンテンバイクのグループがクラブを結成し、カリフォルニア州ラグナビーチの未開の海岸沿いの丘陵地帯を探索するサイクリングを毎週開催するようになった 。業界関係者によると、彼らはサイクリング専用のトレイル網が敷かれていない丘や山を自転車で登ったり下ったりしていたため、それがフリーライド・ムーブメントの発端となったのではないかと言われている。 
当時、自転車業界では、マウンテンバイクは目先の流行を追っているだけのものと軽視されており、あまり良い印象はもたれていなかった。 特に、シュウィン社やフジ社などの大手メーカーは、全地形対応型自転車の意義や、「アドベンチャースポーツ」ブームの到来を見抜いてはいなかった。その一方で、マウンテンバイク社（後のフィッシャー・マウンテンバイク社）やリッチー社、スペシャライズド社といった新しい会社が、最初にマウンテンバイクを量産し始め、その市場を開拓していった。スペシャライズドは、マウンテンバイクのフレームを日本や台湾の工場から手配し生産するアメリカの新興企業であった。1981年に発売されたスペシャライズド製マウンテンバイクは、トム・リッチーのフレーム形状をほぼ忠実に再現していたが、フレームチューブの接合には、フィレットロー付けではなく、量産に適したTiG溶接を採用し、労力と製造コストの低減を図った 。その自転車には、15段変速のディレイラーと、トリプルチェーンリング、また5枚のスプロケットを持つコグセットが装着されていた。

### 1990年代 - 2000年代
1990年代から21世紀の最初の10年間で、マウンテンバイクはマイナースポーツから、メジャーなアクティビティへと成長していった。専門店や通信販売でしか買えなかったマウンテンバイクやマウンテンバイク用品を、一般の自転車店でも買えるようになり、21世紀も半ばに入ると、一部の百貨店でフルサスペンションやディスクブレーキを搭載した安価なマウンテンバイクが販売されるようになった。また、21世紀当初の10年間は、「29er」と呼ばれる29インチの大きめのホイールや単段式フロントギアを備えた「オールマウンテンバイク」が主流となっていった（ただし、単段フロントギアのものが最初に量産されたのは2012年で、スラム社製の『XX1』であった）。オールマウンテンバイクは、荒れた路面もしっかり下れて、ハンドリングが良く、かつ上りも効率よくペダルを踏んで登れるように設計されており、クロスカントリーバイクとダウンヒルバイクのギャップを埋めるものであった。フォークの可動域は4～6インチ（100～150ミリ）であることが特徴とされる。29erバイクには700cサイズのリム（ほとんどのロードバイクと同様）が使われ、2インチ（50mm）以上の幅広タイヤと相性がよかった。ホイール径が大きくなると、障害物をうまく乗り越えることができ、タイヤの設置面も大きくなるが、ホイールベースが長くなることでバイクの機敏性が失われ、サスペンションの可動域も小さくなる。フロントギアがシングルスピードのものは駆動系部品やシフターを持たないシンプルさへの回帰とされたが、その分、ライダーはより強いペダル力が求められた。

### 2000年代 - 2020年代
29インチ・ホイールの傾向が高まっていったことに続き、マウンテンバイク界では、タイヤサイズなどその他のトレンドも生まれてきた。ライダーの中には、機動性を高めるために、オートバイのように後輪よりも前輪に大きな車輪を装着するライダーが現れた。前輪が29インチ、後輪が27.5インチのホイールが最も一般的とされ、「マレット・バイシクル」と呼ばれた。また、興味深いことに、ダートジャンプ・バイクやアーバン・バイクに、固定式のフォークが装着されるようになった。これらのバイクには通常、4〜5インチの可動域をもつサスペンションフォークが取り付けられたが、これらの新規格での完成品も、その用途は元のバイクと同じものであった。フォークをリジッドフォークに変更する理由としては、トリックを行う際に重要な、ライダーの地面からの跳ね返りの力を高められることが挙げられる。21世紀も半ばになると、マウンテンバイクを中心としたリゾートが続々とオープンした。レイズMTBインドア・パークの例では廃工場が再利用されたが、スキー場内、またはその敷地内の複合施設などのコンクリート階段や足場を障害物コースに改造して利用するパターンが多く見られた。スキー場を夏シーズンのアクティビティとして運営しているマウンテンバイク・パークには通常、自転車積載に対応したチェアリフトや、難易度の異なる多数のコース、また自転車レンタル施設なども設置されている。
2020年、新型コロナウイルス感染症の影響で、アメリカではマウンテンバイクの人気が急上昇し、10万円以下のバイクは売り切れたという業者も出てきた。

## マウンテンバイク用具

### バイク（自転車）

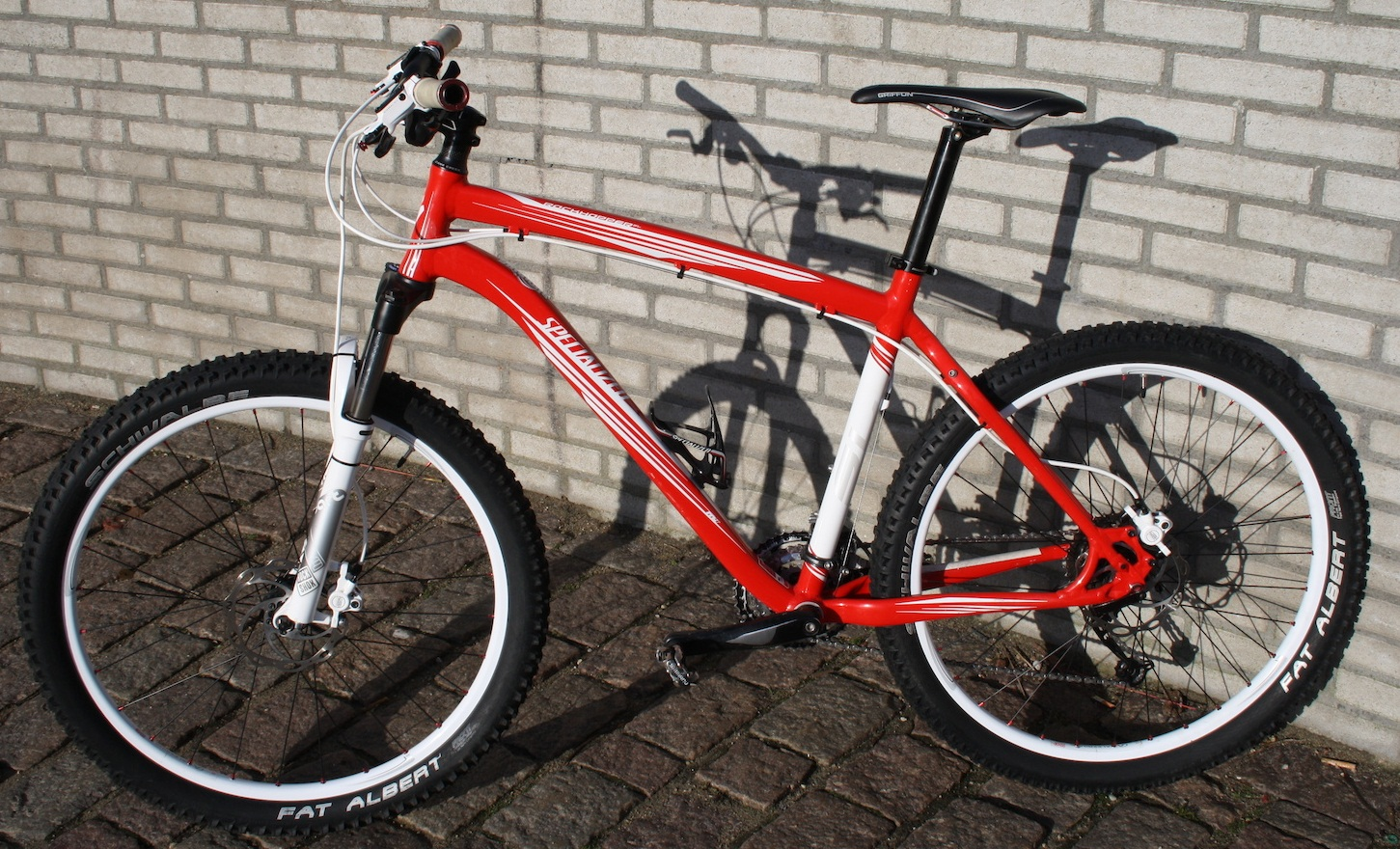
ハードテール・マウンテンバイク

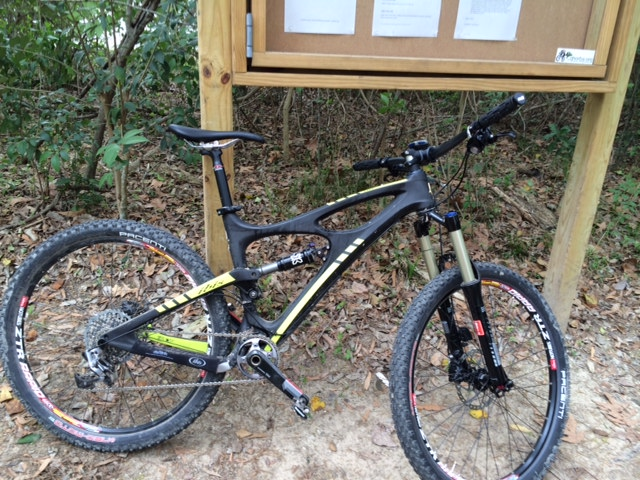
デュアルサスペンション／フルサスペンションの「オールマウンテン」マウンテンバイク

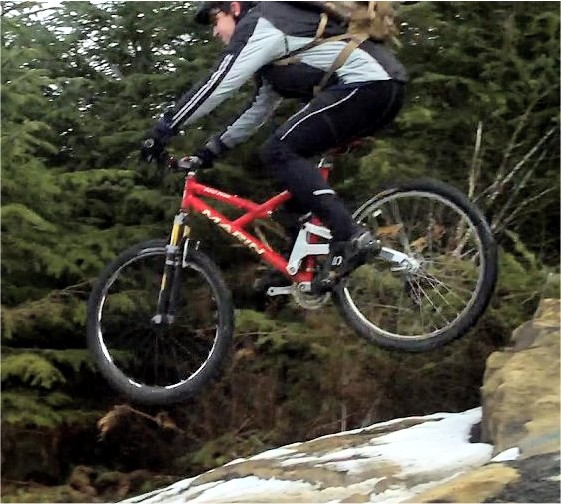
悪路に強い典型的なオールマウンテンバイク

- マウンテンバイクが他の自転車と異なる点は、その高い耐久性と、悪路での高度な走破性に的を絞った機能が搭載されている点にある。最近のマウンテンバイクには、いくつかのサスペンション、通常1.7～2.5インチ幅で26インチ径、27.5インチ径、または29インチ径のタイヤ、またより幅広でフラットか両端の少し上に持ち上がったハンドルバーが装着されており、ライダーがより直立した乗車姿勢で自転車をコントロールしやすいようになっている。フレームは小型で補強されており、通常は幅の広いチューブが使われている。タイヤは通常、深い溝のトレッドが刻まれており、通常の自転車よりも頑丈なリムに取り付けられている。また、油圧式ディスクブレーキを採用している点も、他の自転車と大きく異なる点である。また、急な坂道や障害物を乗り越えやすくするために、低い比率のギアが使用される傾向にある。ペダルには、ペダルの上に靴を置くだけのシンプルなプラットフォーム・ペダルと、専用シューズを使用して直接ペダルに噛み合わせるクリート付きクリップレス・ペダルのタイプがある。

### アクセサリ
- サングラスは、他のサイクリングスポーツのものとほとんど変わりはなく、トレイル走行時に異物が目に入るのを防ぐ役目がある。フィルター付きレンズは、曇りの日には黄色、晴れの日には暗めのレンズを使用し、目の負担を軽減する。ダウンヒルやフリーライド、エンデューロなどのマウンテンバイカーは、モトクロスやスノーボードのゴーグルに似たゴーグルを、フルフェイスヘルメットと組み合わせて使用することが多い。
- シューズは、乗り越えられない障害物をよじ登る登山靴のようなグリップ力のある靴底が一般的で、ロードバイクのように底が滑らかな靴底のものは利用されない。マウンテンバイクの靴のシャンクは、一般的にロードサイクル・シューズよりも柔軟性があり、クリップレス・ペダルと互換性のある靴がよく使用されるが、アグレッシブなダウンヒル走行には、すぐ足を出せる、安全性の高いフラットペダルが好まれる。
- ウェア（服装）は、山で体を動かす際の快適さや、転倒に耐えられるかどうかの点で選択する。ロードバイク・ツーリング用のウェアは、その繊細な生地や構造から、マウンテンバイクには不向きの場合が多い。マウンテンバイクの乗り方によって、異なるタイプのウェアやスタイルを選ぶのが一般的である。クロスカントリー・ライダーには快適性と効率的なものが求められ、ライクラ生地のショーツとタイトなロードスタイルのジャージを着用する傾向がある。また、ダウンヒルライダーは転倒から身を守るために、厚手生地のバギーショーツやモトクロススタイルのパンツを着用する傾向がある。オールマウンテンやエンデューロ・ライダーは、長時間サドルに座ることから、薄手のバギーショーツやジャージを着用することが多い。
- 水分補給システムは、バックカントリーを楽しむマウンテンバイカーには欠かせないもの。シンプルな水筒から、「ハイドレーションパック」として知られる、軽量バックパックに飲料チューブが取り付けてあるウォーターバックまで、さまざまなものがある。(例：キャメルバックなど）
- GPSシステムをハンドルバーに取り付け、トレイル上での進行状況の確認に使うケースもある。
- ポンプ（空気入れ）は、タイヤを膨らますのに使う。
- カートリッジ付きCO2インフレーターで、タイヤのチューブやチューブレスタイヤに空気を入れる。
- ちょっとしたバイクツールや予備のバイクチューブは、パンクやその他のマシントラブル時に助けが要る場所から何キロも離れた場所にいるケースの多いマウンテンバイカーには必要不可欠なもの。
- 高出力ライトはLEDのものが基本で、夜間のマウンテンバイクに使用される。

### 防具（プロテクター）
ライダーが着用する防具レベルは、そのスピードやトレイルの状況、天候、その他多くの要因（個人の選択を含む）によって大きく異なる。転倒や衝突の確率が高い場合、またクラッシュした場合にそれが重度のものになる可能性がある場合には、防具を装着する重要性は高い。
さほどテクニカルでないライディングでは、ヘルメットとグローブで十分と考えられているが、ダウンヒル・マウンテンバイクでは、場合によっては重度の怪我になりかねないため、万が一の転倒時のリスクを軽減させるべく、フルフェイス・ヘルメットやゴーグル、また防護スーツや防護ジャケットなど、より広範囲をカバーする、厚みのあるものがよく使用される。
- ヘルメットの着用は、頭のケガを完全に防ぐものではないが、ヘルメットをかぶることで、衝撃を和らげることはできるであろう。どんな形状のものにしろヘルメットの着用は、不整地を楽しむマウンテンバイク・ライダーの間では当然のこととされている。大きく分けて、クロスカントリー用のもの、丸みを帯びたBMX（スケートボード）用のもの、そしてダウンヒル用のものの3種類がある。すべてのヘルメットは最低基準を満たしている必要があり、アメリカ基準ではSNELL B.95、ヨーロッパ基準ではBS EN 1078:1997、DOT、または「オートバイの規格」のものもある。
  - クロスカントリー・ヘルメットは軽量で通気性がよく、特に暑い時期の汗をかくような場面で長時間かぶっていても快適に過ごせるようにデザインされている。
  - フルフェイス・ヘルメットはダウンヒル走行時に使用され、最高レベルの保護性能を提供し、頑丈で顔を保護する顎当てが付属している。
  - BMXヘルメットは頭部をすっぽり覆い、小さな擦り傷や衝撃に耐えることができ、また他のヘルメットに比べてシンプルで、価格も手ごろである。
- ボディアーマーや防護パッドは、しばしば「アーマー」と呼ばれ、クラッシュの際に手足と体を保護するためのものである。文字通り鎧であり脊椎や胸部といった急所を保護する。
- グローブは、圧迫や摩擦を緩和することで走行中の快適性を高め、手を怪我から保護する役目をもつ[19]。グローブを着用すれば、手の甲や手のひらの打撲、また転倒の際の荒れた路面での摩擦から手・指・指関節を保護してくれる。グローブにはさまざまなタイプがあり、フィット感・サイズ・指の長さ・手のひらのパッド量・装甲の有無などの点から、ライダーの好みと必要性に応じて選択する。
- 救急セットは、切り傷や擦り傷の手当て、骨折した手足の固定などのために、マウンテンバイクを楽しむライダーなら常に所持しておくべきものである。